# سرقت (فیلم ۱۹۴۸)
سرقت (انگلیسی: Larceny) فیلمی در ژانر جنایی و نوآر به کارگردانی جورج شرمن است که در سال ۱۹۴۸ منتشر شد. از بازیگران آن می‌توان به جان پاین، جوآن کالفیلد، دن دوریا و شلی وینترز و لیت استیونز اشاره کرد.